# Sultan Baban
Sultan Baban, eller 
Ghiyasuddin Balban, död 1287, var sultan i Delhi 1266-1287.
Sultan Baban var son till en adelsman av Ilbarifolket, men blev tidigt tagen som slav av muslimerna . Han återupprättade sultanatets storhet efter en stagnationsperiod som pågått sedan Iltutmishs död 1236.